# Преобладающая рука и сексуальная ориентация
Связи между преобладающей рукой и сексуальной ориентацией исследовались множеством ученых, которые сообщают, что гомосексуальные люди, в отличие от гетеросексуальных, имеют большую вероятность не быть праворукими.
Установлено, что отношения между преобладающей рукой и сексуальной ориентацией существуют в пределах обоих полов и, возможно, отражают биологическую этиологию гомосексуальности.

## Предмет исследования

### Исследование Лалумьера (2000)
Лалумьер (англ. Lalumière) и коллеги провели мета-анализ, использующий предварительно существовавшие данные относительно преобладания руки и сексуальной ориентации, поскольку более ранние исследования имели противоречивые результаты. Мета-анализ включал 20 исследований, в которых приняли участие 6987 гомосексуалов (6182 мужчины и 805 женщин) и 16 423 гетеросексуалов (14 808 мужчин и 1615 женщин). Выполнив 20 различных сравнений гетеросексуальных и гомосексуальных мужчин и 9 сравнений между гетеросексуальными и гомосексуальными женщинами, ученые выяснили, что гомосексуалы на 39 % вероятнее гетеросексуалов будут не праворукими, что составляет 34 и 91 % соответственно для гомосексуальных мужчин и гомосексуальных женщин. 

### Исследование Мустански (2002)
Мустански (англ. Mustanski) и другие исследовали сексуальную ориентацию и ручное предпочтение на примере 382 мужчин (205 гетеросексуальных; 177 гомосексуальных) и 354 женщин (149 гетеросексуальных; 205 гомосексуальных). Хотя исследования показали, что гомосексуальные женщины в большей степени, чем гетеросексуальные, не были правшами (18 % против 10 %), существенных различий между гетеросексуальными и гомосексуальными мужчинами относительно ручного предпочтения не было установлено.

### Исследование Липпы (2003)
Липпа (англ. Lippa) исследовал сексуальную ориентацию и ручное преобладание на примере 812 мужчин (351 гетеросексуальных, 461 гомосексуальных) и 1189 женщин (707 гетеросексуальных, 472 гомосексуальных). Гомосексуальные мужчины, на 82 % более вероятно, были бы не праворукими, чем гетеросексуальные мужчины, но никакие существенные различия не были найдены между гетеросексуальными и гомосексуальными женщинами относительно преобладающей руки. Объединив мужчин и женщин в одну большую выборку, можно увидеть, что гомосексуальные люди на 50 % вероятнее, чем гетеросексуальные, будут левшами.

### Исследование Блэнчарда (2006)
Вероятность, что мальчик будет иметь гомосексуальную ориентацию, увеличивается пропорционально количеству родившихся до него старших братьев. Сексологи Рей Блэнчард и Энтони Богарт впервые выявили эту связь в 1990-х годах и назвали ее эффектом братского порядка рождения. Данное свойство характерно только для мужчин-правшей.

### Асексуальность
В интернет-исследовании 2014 года была предпринята попытка проанализировать взаимосвязь между асексуальной самоидентификацией, рукой и другими биологическими маркерами в сравнении с людьми из других групп сексуальной ориентации. В общей сложности 325 асексуалов (60 мужчин и 265 женщин), 690 гетеросексуалов (190 мужчин и 500 женщин) и 268 негетеросексуалов (64 мужчины и 204 женщины) заполнили онлайн-анкеты. Исследование установило, что асексуальные мужчины и женщины в 2,4 и 2,5 раза, соответственно, чаще не были правшами, чем их гетеросексуальные коллеги.